# Nieuwegein
Nieuwegein est une ville des Pays-Bas, dans la province d'Utrecht. Sa population est de 61 512 habitants (le 1er janvier 2006), ce qui en fait la 3e ville de la province.

## Origine de Nieuwegein
Pendant les années soixante et soixante-dix, le Randstad, la région comprise entre Rotterdam, La Haye, Amsterdam et Utrecht connaissait une croissance démographique folle, donnant lieu a une péri-urbanisation importante.
Afin d'éviter un étalement urbain trop important, le gouvernement lança de nombreux projets de villes nouvelles afin d'accueillir une population croissante. Nieuwegein a été le premier exemple de ville nouvelle, créée aux environs d'Utrecht.
Le site de Nieuwegein, a été choisi par sa proximité avec la ville d'Utrecht et l'abondance de terrains disponibles, seuls 2 petits villages étant dans ce périmètre : Jutphaas et Vreeswijk. La ville de Nieuwegein a été créée le 1er juillet 1971 par la fusion des deux communes de Jutphaas et Vreeswijk.
Comme beaucoup de villes nouvelles, l'animation y est limitée, mais Nieuwegein a su cependant attirer de nombreuses entreprises.
Bol.com, Avaya, Allianz, Aegon, Mercedes-Benz ou encore Manhattan Associates y ont ainsi, entre autres, leur siège local.

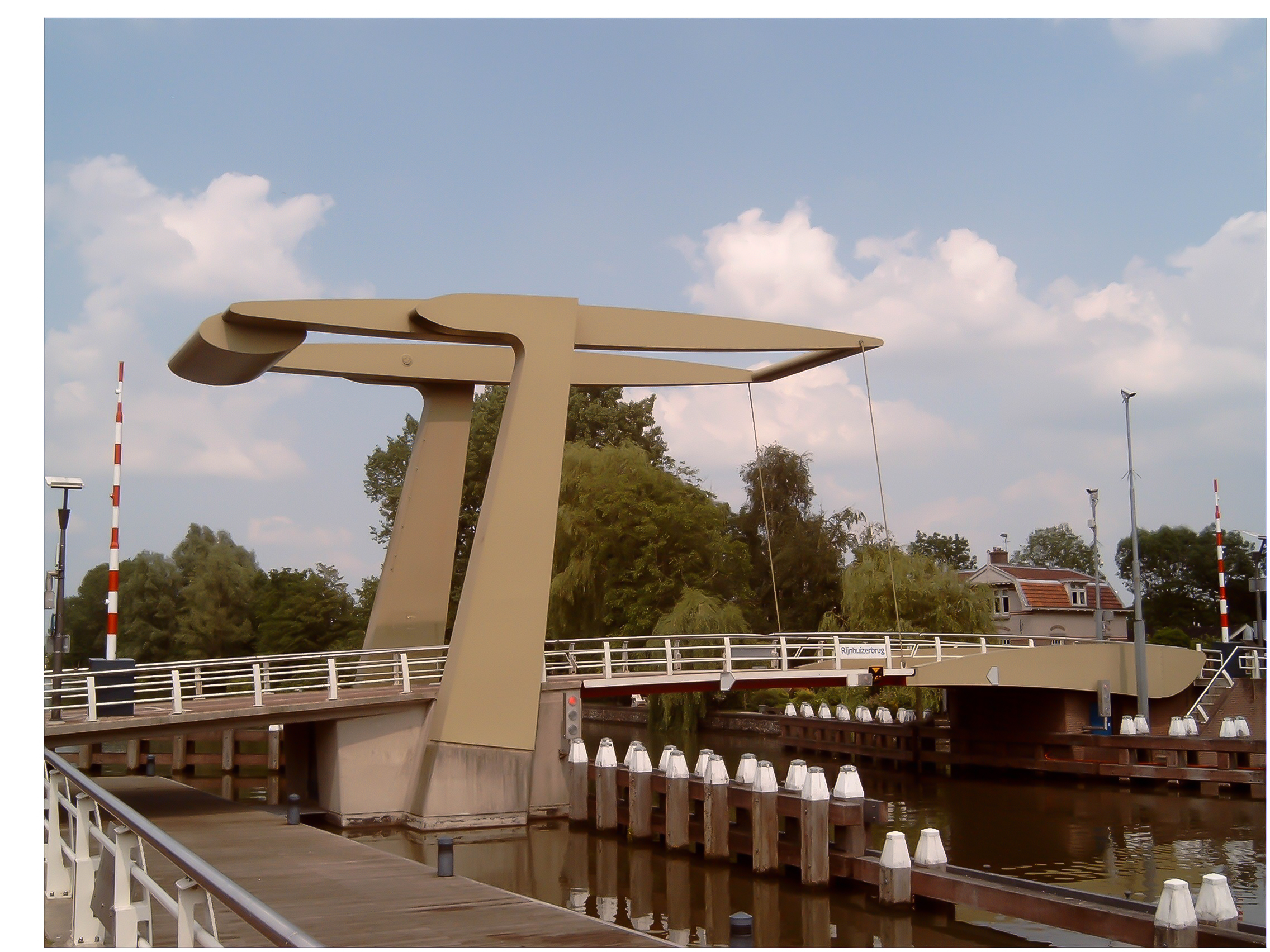
pont: de Rijnhuizerbrug

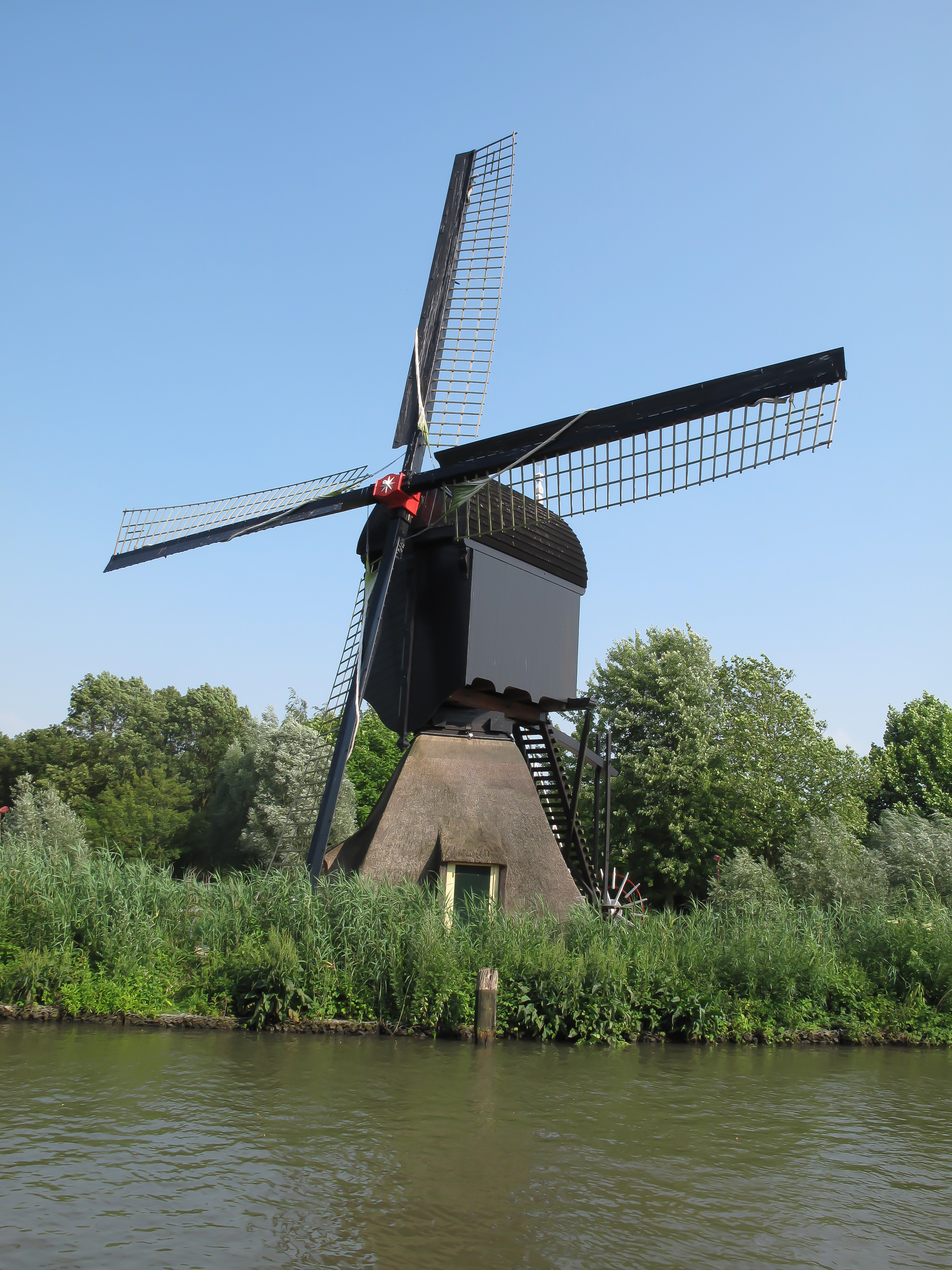
moulin

## Personnalités liées à la ville
- Kaltoum Boufangacha, actrice, y est née.